# Munalaskme oja
Munalaskme oja är ett vattendrag i Estland.   Det ligger i landskapet Harjumaa, i den västra delen av landet, 40 km sydväst om huvudstaden Tallinn.